# Royal Aircraft Establishment
Royal Aircraft Establishment, скор. RAE — колишня британська науково-дослідна установа, відома під різними назвами протягом своєї історії.
Першим дослідницьким центром установи був аеродром Фарнборо (RAE Farnborough) у Гемпширі, у 1946 році було додано другий центр на аеродромі Бедфорд (RAE Bedford) у Бедфордширі.

## Історія
Установа заснована на початку 1900-х років в Олдершоті як Армійська фабрика повітряних куль (Army Balloon Factory) Фабрика була частиною Армійської школи повітряних куль (School of Ballooning) під командуванням полковника Джеймса Темплера. У 1904—1906 роках разом зі школою з Олдершота на околицю Фарнборо, щоб мати достатньо місця для розміщення нового дирижабля, що тоді будувався.
У 1908 році Темплер пішов у відставку, його місце посів полковник Джон Кеппер. Окрім аеростатів і дирижаблів, фабрика також експериментувала з військовими повітряними зміями та аеропланами, які розробляли Семюел Франклін Коді та Джон Вільям Данн. У жовтні 1908 року Коді здійснив у Фарнборо перший тривалий політ на літаку у Сполученому Королівстві.
У 1909 армія припинила роботу над аеропланами, і фабрику передали під цивільний контроль. Кеппера на посаді суперінтенданта змінив Мервін О'Ґорман. У 1912 році Фабрику повітряних куль перейменували в Королівський авіаційний завод (Royal Aircraft Factory, RAF).
Серед розробників, що працювали тут, були Джеффрі де Гевіленд (пізніше заснував власну компанію), Джон Кенворті (став головним інженером і дизайнером Austin Motor Company у 1918 році та заснував Redwing Aircraft Co у 1930) і Генрі Фолланд (пізніше став головним конструктором Gloster Aircraft Company та заснував власну компанію Folland Aircraft).
Одним із розробників двигунів був Семюел Герон, який згодом винайшов тарілчастий клапан з натрієвим наповнювачем, зробивши можливим подальше посилення потужності поршневих двигунів. Перебуваючи в RAF, Герон розробив радіальний двигун RAF.8, який на цій фабриці він побудувати не зміг, але після його переходу з RAF до Siddeley-Deasy цей проєкт було втілено як Armstrong Siddeley Jaguar. Пізніше Герон переїхав до США, де працював над проєктом Wright R-790 Whirlwind.
У 1918 році Королівський авіаційний завод був ще раз перейменований, ставши Королівською авіаційною установою (Royal Aircraft Establishment, RAE), оскільки заклад відмовився від своєї виробничої ролі, зосередившись на дослідженнях. До того ж, перейменування дозволило щоб уникнути плутанини зі сформованими 1 квітня 1918 року Королівськими повітряними силами, англійська назва яких також скорочується як RAF (Royal Air Force).
Під час Другої світової війни під контролем RAE перебувала Marine Aircraft Experimental Establishment, яка переїхала з Філікстоу в безпечніше місце в Геленсбурзі.
У 1946 році RAE отримала у своє розпорядження додатковий дослідницький центр на аеродромі Бедфорд. У 1961 році тут була побудована перша в світі злітно-посадкова смуга з канавками для зменшення аквапланування.У 1965 році цей центр відвідала делегація США, щоб ознайомитися з новою практикою обробки поверхні, і ініціювала відвовідні дослідження FAA та NASA.
У 1963 році інженери Royal Aircraft Establishment винайшли високоміцне вуглецеве волокно.
1 травня 1988 року установу було перейменовано на Royal Aerospace Establishment.
1 квітня 1991 року RAE було об'єднано з Defence Research Agency (DRA), новою дослідницькою організацією Міністерства оборони. Потім, 1 квітня 1995 року DRA та інші організації Міністерства оборони об'єднали в Defence Evaluation and Research Agency (DERA). Дослідницький центр у Бедфорді було закрито в 1994 році.
У 2001 році DERA було частково приватизовано Міністерством оборони, в результаті чого утворилися дві окремі організації: державна Defence Science and Technology Laboratory (DSTL) і приватизована компанія QinetiQ.

## Розробки Royal Aircraft Factory
Між 1911 і 1918 роками Королівський авіаційний завод виготовив кілька зразків літаків. Більшість з них були експериментальними, але деякі фактично пішли в масове виробництво, особливо під час війни. Частину замовлень виконував сам завод, але основна маса виробництва припадала на приватні британські компанії, деякі з яких раніше не будували літаків.
Приблизно до 1913 року використовувалися позначення з літер, які означали загальну конфігурацію літака. Перша літера бралася від прізвища конструктора, відомого цим типом:
- S.E. = Santos Experimental (конфігурація з хвостом попереду);
- B.E. = Blériot Experimental (конфігурація з гвинтом попереду);
- F.E. = Farman Experimental (конфігурація з гвинтом позаду[en]).

З 1913—1914 років маркування почало позначати роль, для якої розроблений даний літак:
- A.E. = Armed or Armoured experimental (озброєний або броньований експериментальний);
- C.E. = Coastal experimental (прибережний експериментальний), наприклад летючий човен Royal Aircraft Factory C.E.1[en], що залишився на стадії прототипа;
- F.E. = Fighting experimental (винищувач експериментальний), переважно «Фармани» у сенсі штовхаючої конфігурації гвинтів;
- N.E. = Night experimental (нічний експериментальний), наприклад Royal Aircraft Factory N.E.1[en], також прототип;
- R.E. = Reconnaissance experimental (розвідувальний експериментальний) — двомісні машини;
- S.E. = Scout experimental (скаут експериментальний) — швидкі одномісні машини.

Нетиповим одноразовим позначенням у 1913 було B.S.1, поєжнуючи обидві ці системи: Blériot Scout (тобто скаут з тягнучим гвинтом). Також для одноразових прототипів було використано позначення R.T. і T.E..
Кілька літальних апаратів завод виготовив ще коли називався фабрикою повітряних куль — дирижаблі, а також проєкти Коді та Данна.
Подальші позначення типу літаків у RAE були непослідовними та заплутаними. Наприклад:
- позначення F.E.2[en] відноситься до трьох цілком різних типів, які мають однакову спільну схему: F.E.2 (1911), F.E.2 (1913) і, нарешті, знаменитий двомісний винищувач загального призначення часів війни F.E.2 (1914)[en]. Цей останній літак був запущений у виробництво і мав три основні варіанти: F.E.2a, F.E.2b і F.E.2d. Наче цього було недостатньо, є F.E.2c: це був загальний опис, а не назва власне підтипа, і відносився до кількох одноразових модифікацій F.E.2b, на яких з експериментальною метою поміняли місцями сидіння пілота та спостерігача.
- B.E.1 був в основному раннім прототипом B.E.2, але B.E.2c був майже повністю новим літаком, який мав дуже мало спільного з попередніми типами B.E.2, окрім двигуна та фюзеляжу. З іншого боку, моделі від B.E.3 до B.E.7 всі були фактично працюючими прототипами B.E.8, і всі вони були дуже схожі за конструкцією, з незначними модифікаціями. B.E.8a ж відрізнявся від B.E.8 не менше, ніж B.E.7.
- S.E.4a взагалі не мав нічого спільного з S.E.4, тоді як S.E.5a являв собою просто the S.E.5a[en] пізнього виробництва з більш потужним двигуном.

Кілька ранніх проектів RAF офіційно були «реконструкціями» існуючих літаків, оскільки завод спочатку не мав офіційних повноважень будувати літаки за власними проєктами. Але насправді у більшості випадків у розглянутому типі більшість деталей від старих літаків не використовувалися, в деяких випадках іншим був навіть двигун.

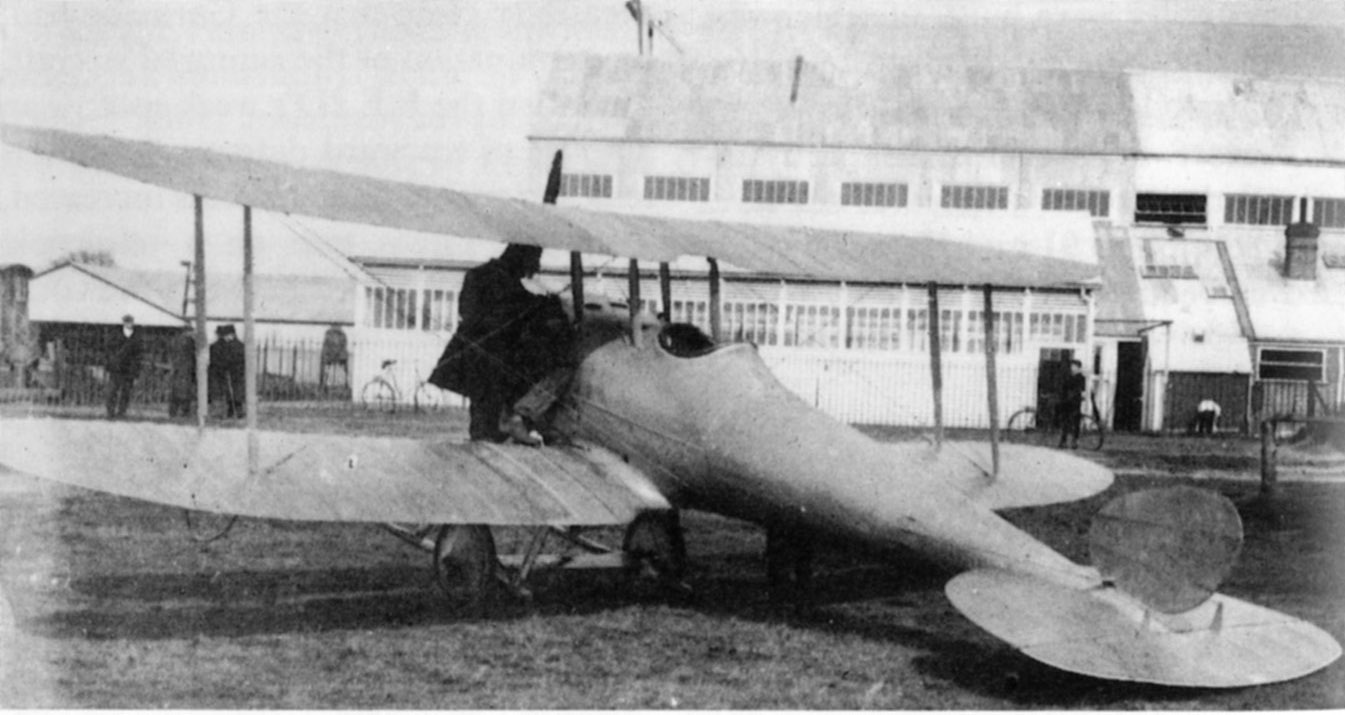
Royal Aircraft Factory B.S.1 у 1913.

- Дирижабль «Nulli Secundus» (1907)
- Дирижабль «Nulli Secundus II» (1908)
- British Army airship Beta[en] — 1910
- Dunne D.1[en] — 1907
- British Army Aeroplane No 1 — 1908
- Dunne D.3[en]
- Dunne D.4[en]
- Royal Aircraft Factory S.E.1[en] (1911)
- Royal Aircraft Factory F.E.1[en] (1911)
- Royal Aircraft Factory B.E.1[en] (1911)
- Royal Aircraft Factory B.E.2[en] (1912)
- Royal Aircraft Factory B.E.3[en] (1912)
- Royal Aircraft Factory B.E.4[en] (1912)
- Royal Aircraft Factory F.E.3[en] (1913)
- Royal Aircraft Factory B.E.7[en] (1913)
- Royal Aircraft Factory S.E.2[en] (1913)
- Royal Aircraft Factory R.E.1[en] (1913)
- Royal Aircraft Factory R.E.2[en] (1913)
- Royal Aircraft Factory B.E.8[en] (1913)
- Royal Aircraft Factory R.E.3[en] (1913)
- Royal Aircraft Factory H.R.E.2[en] (1913)
- Royal Aircraft Factory F.E.2[en] (1914)
- Royal Aircraft Factory S.E.2[en] (1914)
- Royal Aircraft Factory R.E.5[en] (1914)
- Royal Aircraft Factory S.E.4[en] (1914)
- Royal Aircraft Factory F.E.6[en] (1914)
- Royal Aircraft Factory R.E.7[en] (1915)
- Royal Aircraft Factory B.E.12[en] (1915)
- Royal Aircraft Factory B.E.9[en] (1915)
- Royal Aircraft Factory F.E.8[en] (1915)
- Royal Aircraft Factory S.E.4a[en] (1915)
- Дирижабль класу SS[en] (1915)
- Royal Aircraft Factory F.E.4[en] (1916)
- Royal Aircraft Factory F.E.10[en] (1916)
- Royal Aircraft Factory R.E.7[en] (1916)
- Royal Aircraft Factory R.E.8[en] (1916)
- Royal Aircraft Factory R.E.9[en] (1916)
- Royal Aircraft Factory S.E.5[en] (1916)
- Royal Aircraft Factory S.E.5a[en] (1917)
- Royal Aircraft Factory F.E.9[en] (1917)
- Royal Aircraft Factory N.E.1[en] (1917)
- Royal Aircraft Factory A.E.3[en] (1918)
- Royal Aircraft Factory C.E.1[en] (1918)
- Royal Aircraft Factory Ram[en] (1918)

### Двигуни
- RAF 1[en]
- RAF 2[en]
- RAF 3[en]
- RAF 4[en]
- RAF 5
- RAF 8[en]

## Після Першої світової
Після закінчення Першої світової війни проєктування та розробка літаків припинилися, хоча робота над загальними дослідженнями та розробкою ракет тривала і далі, як-от випробування в аеродинамічній трубі та інші аеронавігаційні дослідження.
Ці сфери відкривали рідкісні на той час можливості для жінок у галузях STEM, наприклад:
- Френсіс Бредфілд[en], яка працювала в RAE протягом усієї своєї кар'єри з 1919 року до виходу на пенсію;
- Мюріель Ґлоерт[en] (уроджена Баркер), що працювала з 1918 у галузі аеродинаміки;
- Беатріс Шиллінг[en], робота якої вирішила проблеми з двигунами винищувачів Hawker Hurricane і Supermarine Spitfire під час Битви за Британію;
- Йоганна Вебер[en], німецька математикиня, приєдналася до RAE після Другої світової війни в рамках операції «Хірург»[en], коли німецьких авіаційних дослідників і техніків доставили до Великої Британії, щоб запобігти потраплянню їхніх технічних знань у руки радянських окупаційних сил у Німеччині.

У 1930 році RAE розробила «Robot Air Pilot» — автопілот, який використовував гіроскоп і елементи керування польотом, що функціонували за допомогою стисненого повітря.
Серед літаків, які були розроблені і/або випробувані в RAE, — Hawker Siddeley Harrier і Concorde.

### Літальні апарати
- Brennan Helicopter[en]
- RAE Hurricane[en]
- RAE Scarab[en]
- RAE Zephyr[en]

### Ракети
- RAE Target — проєкт ракети «земля-земля» початку 1920-х років.
- RAE Larynx — безпілотний літак-снаряд.
- Malkara missile[en]

Наприкінці п'ятдесятих і в шістдесяті роки в RAE тривала робота над декількома проєктами некерованих ракет, всі з яких зрештою були скасовані.

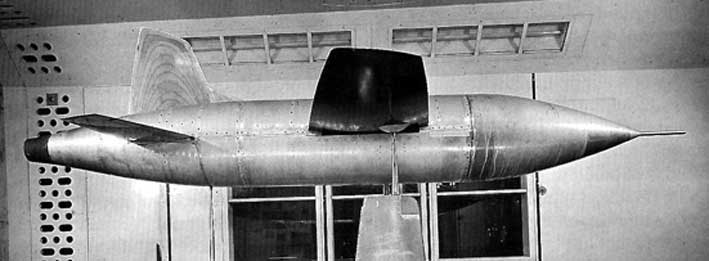
Модель Miles M.52} проходить випробування у надзвуковій аеродинамічній трубі, приблизно 1946 рік.

- R.A.E. – Vickers Transonic Research Rocket[en]
- Black Arrow
- Black Prince[en]
- Black Knight[en]
- Jaguar[en]
- Skylark[en]

### Космічні супутники
- Orba (X-2)[en]
- Prospero (X-3)[en]

## Поточне використання бази у Фарнборо

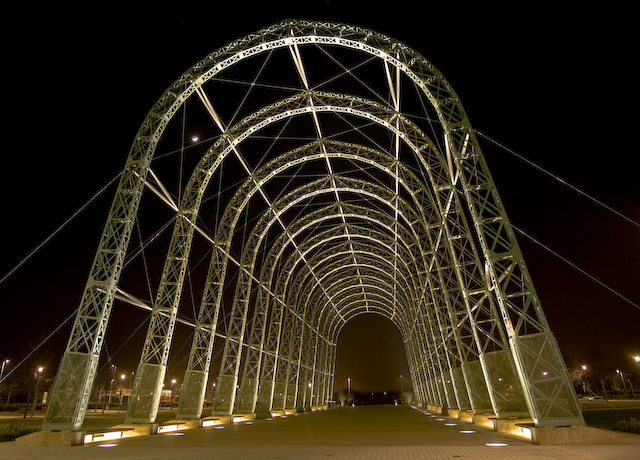
Реконструйований еллінг у бізнес-парку IQ Farnborough.

На колишній території RAE Farnborough розташовані (дані станом на 2011 рік):
- Аеропорт Фарнборо[en];
- QinetiQ;
- Житло, готелі, офіси тощо;
- бізнес-парк IQ Farnborough включає кілька відремонтованих будівель колишнього RAE;
- Музей Фонду авіаційних наук у Фарнборо[en] (Farnborough Air Sciences Trust, FAST), де серед інших експонатів виставлено кілька колишніх літаків RAE та інші експонати;
- Відділ розслідування авіаційних подій;
- Національна аерокосмічна бібліотека (National Aerospace Library, NAL), розташована в колишньму корпусі аеродинаміки зброї (будівля Q134), має колекцію з понад 2500 технічних звітів, створених RAE.